# Acrocercops sphaerodelta
Acrocercops sphaerodelta är en fjärilsart som beskrevs av Edward Meyrick 1935. Acrocercops sphaerodelta ingår i släktet Acrocercops och familjen styltmalar. Inga underarter finns listade i Catalogue of Life.